# Rio Aricanduva
Il Rio Aricanduva è un affluente del fiume Tietê nello Stato di San Paolo in Brasile. Nasce sulla cima del Pico do Cruzeiro (S23.638335, W46.431882), popolarmente conosciuto come Morro do Cruzeiro, il punto più elevato della zona est di San Paolo, con un'altitudine di 998 metri, nel distretto di São Rafael, nell'estremo est della città, al confine con Iguatemi e la città di Mauá.